# August Krogh

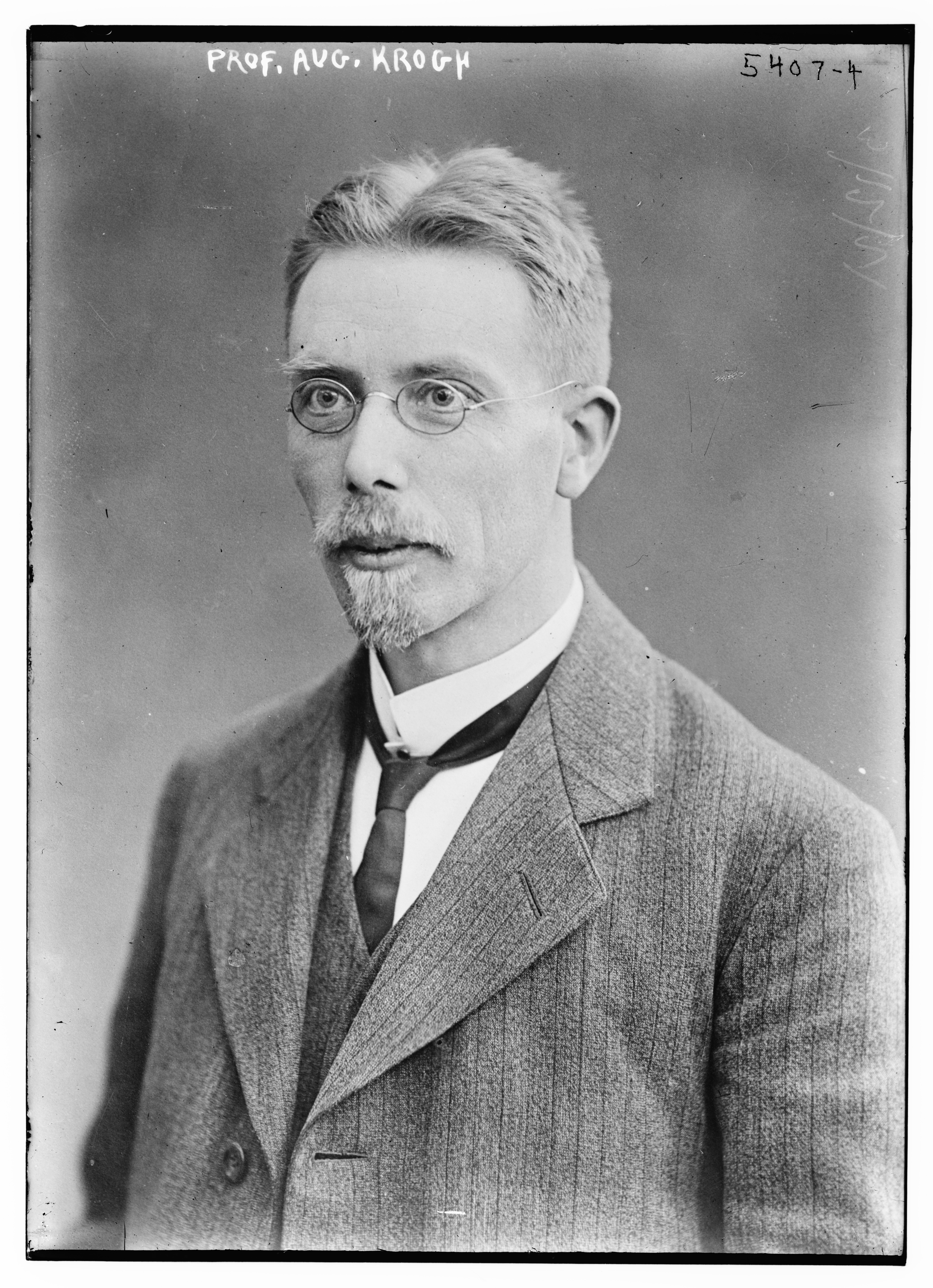
August Krogh

Schack August Steenberg Krogh (* 15. November 1874 in Grenaa (Djursland); † 13. September 1949 in Kopenhagen) war ein dänischer Physiologe und Zoologe. Für die Entdeckung des kapillarmotorischen Regulationsmechanismus, womit er 1916 die Lehre vom Grundumsatz im menschlichen Stoffwechsel begründete, erhielt er 1920 den Nobelpreis für Medizin.

## Leben und Werk

### Frühe Jahre und Ausbildung
August Kroghs Eltern waren Viggo Krogh, ein Schiffbauer, und Marie, geborene Drechmann. Er war bereits während seiner Schulzeit sehr an den Naturwissenschaften interessiert und führte einfache Experimente mit Tieren und Pflanzen durch. Stark beeinflusst hat ihn sein Lehrer William Sörensen, der ihm Experimente zur Physiologie zeigte. 1893 begann er sein Studium der Medizin an der Universität Kopenhagen, wechselte jedoch sehr schnell zur Zoologie, die ihm mehr lag.
Um 1896 beschäftigte er sich als Student mit dem hydrostatischen Mechanismus der Corethra-Larven, einer Gattung von Büschelmücken, deren Larven im Wasser leben und über Veränderungen ihrer Dichte auf- und absteigen. Er stellte fest, dass diese Larven über Gasblasen im Körper verfügen, die bei Bedarf mit Sauerstoff aus dem umgebenden Wasser gefüllt werden konnten. Veröffentlicht wurden seine Ergebnisse erst 1911.
1897 bekam er eine Stelle im Labor von Christian Bohr, wo er sich mit medizinischer Physiologie beschäftigte und nach seinem Examen Bohrs Assistent am Institut für Medizinische Physiologie in Kopenhagen wurde. Er untersuchte hier den Gasaustausch lebender Organismen und wurde durch die Veröffentlichung eines Artikels über die Abgabe von gasförmigen Stickstoff durch den Körper mit dem Seegen-Preis, einer Auszeichnung der Österreichischen Akademie der Wissenschaften, geehrt.
Im Jahr 1902 unterbrach er seine Studien für eine Forschungsreise nach Grönland, wo er sich mit physikalisch-limnischen Fragestellungen auseinandersetzte. So studierte er die Spannungsverhältnisse in Kohlensäure und den Sauerstoffgehalt im Wasser von Quelle, Bächen und dem Meer. Auch die Rolle des Meeres für den Sauerstoffhaushalt der Atmosphäre war ein wichtiges Forschungsgebiet, über das er mehrere wichtige Publikationen veröffentlichte.
Seine Promotion erfolgte 1903 auf der Grundlage einer Untersuchung zum Gasaustausch der Frösche. Hier konnte er nachweisen, dass die Hautatmung der Tiere weitgehend konstant war, während der Anteil des Gases, der über die Lungen aufgenommen wird, sehr stark schwankte und durch den Nervus vagus kontrolliert wird. Nach der Promotion studierte er die Ernährung der Inuit in Grönland und die Auswirkungen ihrer sehr einseitigen, nur auf Fleisch basierenden Ernährung auf ihren Körper. 1905 heiratete er die Medizinstudentin Birte Marie Jörgensen, die 1914 ebenfalls promovierte. Auch ihr Promotionsthema beschäftigte sich mit dem Gasaustausch, allerdings beim Menschen. Gemeinsam mit ihr hatte er vier Kinder, davon drei Töchter. 1943 starb Marie.

### Forschungen über den Gasaustausch in der Lunge
Im Jahr 1908 bekam August Krogh eine eigens für ihn geschaffene Assistenzprofessur für Tierphysiologie an der Universität Kopenhagen, die 1916 in eine ordentliche Professur umgewandelt wurde. Diesen Lehrstuhl behielt Krogh bis zu seinem Ruhestand im Jahr 1945. Danach arbeitete er in seinem privaten Laboratorium in Gentofte, das ihm von der Scandinavian Insulin Foundation zur Verfügung gestellt wurde.
Gleich zu Beginn seiner Professur verwarf Krogh seine erste Hypothese, dass der Gasaustausch in den Lungen eine aktive zusätzliche Form der Gasaufnahme sei. Stattdessen stellte er gemeinsam mit seiner Frau eine völlig neue Theorie der Gasaufnahme auf und konnte diese auch bestätigen. Mit Hilfe des von ihm entwickelten Mikrotonometers konnte er 1910 nachweisen, dass der Sauerstoffdruck in den Lungenbläschen, den Alveolen, immer höher ist als in den sie umgebenden Blutgefäßen, so dass der Gasaustausch zwischen Lunge und Blut ausschließlich auf einen Diffusionsvorgang zurückzuführen ist. Damit widersprach er den seinerzeit favorisierten Theorien von John Burdon Sanderson Haldane und seinem ehemaligen Laborleiter Christian Bohr. Durch die Arbeiten weiterer Forscher wurden Kroghs Erkenntnisse bestätigt.
Weitere Arbeiten Kroghs befassten sich mit der Bindung und dem Transport des Sauerstoffs im Blut sowie dem Gasaustausch des Blutes mit dem umgebenden Gewebe. So konnte er gemeinsam mit Christian Bohr und Karl Albert Hasselbalch den Einfluss des Kohlendioxiddruckes auf die Aufnahmekapazität des Hämoglobins für Sauerstoff im Blut nachweisen.

### Der Kapillarmotorische Regulationsmechanismus
Gemeinsam mit Johannes Lindhard erforschte August Krogh eine weitere generelle Fragestellung des Blutflusses, um eine Erklärung für die massive Erhöhung des Bedarfes bei der Arbeit der Muskulatur zu finden. Um dies zu bewerkstelligen, musste der Blutfluss vor allem des venösen Blutes eine hohe Variabilität aufweisen und in Ruhephasen durfte er nicht ausreichen, um den Herzventrikel vollständig zu füllen. Dies konnten die Experimente zeigen, wodurch diese Theorien bestätigt wurden.
Ein weiteres wichtiges Ergebnis war eine genauere Analyse der Erhöhung des Blut- und Sauerstoffdurchsatzes in der Muskulatur während der Betätigung. Da der Sauerstoffdruck in einem ruhenden Muskel immer sehr klein war, konnte die ausreichende Zunahme der Sauerstoffversorgung nur durch eine Vergrößerung der Fläche erklärt werden, an der ein Sauerstoffaustausch möglich ist. Auf dieser Grundüberlegung bauten die folgenden Forschungen von Krogh auf, die zu einem Verständnis der Beteiligung der Blutkapillaren in der Muskulatur führten und für die er mit dem Nobelpreis 1920 ausgezeichnet wurde. Hier konnte er zeigen, dass sich das Kapillarnetz der Muskulatur erst dann mit Blut füllt, wenn der Muskel aktiv ist. Er erforschte diesen als „kapillarmotorischen Regulationsmechanismus“ bezeichneten Vorgang und konnte sowohl die Aktivierung des kapillaren Blutflusses als auch die Regulation aufklären.
Nach dem Nobelpreis setzte er seine Forschungen auf diesem Gebiet fort und veröffentlichte sie 1922 in seinem Buch The Anatomy and Physiology of the Capillaries sowie in weiteren Veröffentlichungen. Dabei weitete er seine Arbeiten auch auf andere Bereiche des Komplexes aus, etwa der Wärmeregulation, dem Einfluss der Ernährung sowie die Kapazität der Muskelleistung, die Bildung von Milchsäure im Muskel, Training und Muskelermüdung sowie dem Zusammenhang mit der Nierentätigkeit. Das Institut für Sportwissenschaften der Universität Kopenhagen wurde in August-Krogh-Institut umbenannt.

### Weitere Arbeiten
Neben den oben ausführlich dargestellten Arbeiten über den Gasaustausch beschäftigten August Krogh viele weitere Fragen der Physiologie. Er wies sowohl bei Insekten als auch bei Wirbeltieren einen großen Einfluss der Außentemperatur nach, die er über die Arrhenius-Gleichung erklärte. Auch Außeneinflüsse auf die Entwicklung der Tiere konnte er nachweisen. Auch seine Arbeiten zum Gasaustausch weitete Krogh auf die Tracheenatmung der Insekten aus. Er wies nach, dass auch hier die Aufnahme von Sauerstoff ausschließlich durch Diffusion erfolgt. Für die Abgabe des Kohlendioxid stellte er die Hypothese auf, dass dieser über die Körperoberfläche abgegeben wird und nicht in die Tracheen gelangt, da die hier gemessene Konzentration an Kohlendioxid nur sehr gering ist. Für den erhöhten Sauerstoffverbrauch beim Fliegen durch die Flugmuskulatur konnte Krogh einen Ventilationsmechanismus durch eine leichte Kontraktion der Tracheen nachweisen.
Für den Abbau von Körperfett für die Muskelarbeit wies Krogh einen Verlust von 11 % gegenüber den Kohlenhydraten nach, die er mit dem Umbau des Fettes zu Kohlenhydraten erklärte. Ein weiterer Schwerpunkt seiner Arbeitsgruppe war die Erforschung der Wasseraufnahme und des Austausches von Ionen bei lebenden Zellen.
Während sich August und Marie Krogh in den USA aufhielten, hatten kanadische Forscher erhebliche Fortschritte bei der Isolierung von Insulin und seiner therapeutischen Anwendung gemacht. Marie Krogh bestand darauf, dass August Krogh die Entdecker kontaktierte. John Macleod begrüßte August Krogh im November 1922 in Toronto.
Sie kehrten nach Dänemark zurück mit dem Rezept zur Extraktion von Insulin und der Erlaubnis, es für Skandinavien herzustellen. Sie begannen im Dezember. Sie arbeiteten mit Hans Christian Hagedorn zusammen, um den Prozess zu verbessern, und Apotheker August Kongsted, um die Einführung zu finanzieren. Ab Frühjahr 1923 wurden die ersten Patienten behandelt. Die ersten Insulinchargen wurden von der zu Kongsted gehörenden Firma unter der Marke Leo vermarktet, dann wurde ein eigenes Unternehmen gegründet, das Nordisk Insulinlaboratorium, das diese übernahm. Die Gebrüder Pedersen, die für die Konstruktion der Maschinen verantwortlich waren, nahmen ebenfalls an der Markteinführung teil, machten sich jedoch schnell selbstständig und gründeten ein konkurrierendes Unternehmen, Insulin Novo. Erst 1989 fusionierten die beiden Unternehmen zum Pharmaunternehmen Novo Nordisk.
Mit seinem Schüler Torkel Weis-Fogh arbeitete er über Insektenflug.

### Ehrungen
Neben dem Nobelpreis für Medizin und Physiologie erhielt August Krogh eine Reihe weiterer Auszeichnungen für seine Arbeit. So wurde er Ehrendoktor der Universitäten in Edinburgh, Budapest, Lund, Harvard, Göttingen, Oslo und Oxford. 1916 wurde er Mitglied der Academy of Sciences in Dänemark, 1931 der American Academy of Arts and Sciences, 1937 der Royal Society in London, 1941 der American Philosophical Society, der National Academy of Sciences und der Deutschen Akademie der Naturforscher Leopoldina. Im gleichen Jahr erhielt er die Baly-Medaille des Royal College of Physicians in London. Er gehörte auch der Königlichen Physiographischen Gesellschaft in Lund, der Königlich Schwedischen Akademie der Wissenschaften sowie der Royal Society of Edinburgh an. Das UK Antarctic Place-Names Committee benannte am 23. September 1960 die Insel Krogh Island in der Antarktis nach ihm. 1976 wurde der Mondkrater Krogh nach ihm benannt.

## Schriften
- The respiratory exchange of animals and man. Longmans, Green & Co., London u. a. 1916 (Textarchiv – Internet Archive).
- The anatomy and physiology of capillaries (= Mrs. Hepsa Ely Silliman memorial lectures. 18, ZDB-ID 986216-X). Yale University Press u. a., New Haven CT u. a. 1922 (Textarchiv – Internet Archive).
  - Anatomie und Physiologie der Capillaren (= Monographien aus dem Gesamtgebiet der Physiologie der Pflanzen und der Tiere. 5, ZDB-ID 500760-4). In deutscher Übersetzung von U. Ebbecke. Springer, Berlin u. a. 1924 (Textarchiv – Internet Archive).
- Osmotic regulation in aquatic animals. Cambridge University Press, Cambridge u. a. 1939.
- The comparative physiology of respiratory mechanisms (= The William J. Cooper Foundation lectures. 1939, ZDB-ID 2285483-6). University of Pennsylvania Press, Philadelphia PA 1941.